# Monaster św. Mikołaja w Wiażyszczach
Monaster św. Mikołaja – prawosławny żeński klasztor stauropigialny w Wiażyszczach (obwód nowogrodzki), 16 km od Nowogrodu Wielkiego. 

## Historia

### Monaster męski
Klasztor został utworzony jako wspólnota męska podczas sprawowania urzędu arcybiskupa nowogrodzkiego przez Jana II (1389–1415). Według III latopisu nowogrodzkiego w 1411 na jego potrzeby wzniesiono drewnianą cerkiew św. Mikołaja, zaś osiem lat później – również drewnianą cerkiew św. Antoniego Wielkiego, usytuowaną nad bramą wjazdową na teren klasztoru. Tradycja przypisuje zapoczątkowanie wspólnoty trzem mnichom – Ignacemu, Eufrozynowi i Galakcjonowi. Według żywota św. Eutymiusza, arcybiskupa nowogrodzkiego, siłą odebrali oni chłopom ziemię pod budowę cerkwi i budynku mieszkalnego z celami, a chłopi przegrali proces sądowy o grunt.  
W 1438 wzniesiony został nowy murowany sobór św. Mikołaja, zaś w 1439 – cerkiew św. Jana Teologa połączona z refektarzem i piekarnią. Inicjatorem budowy tychże obiektów był arcybiskup nowogrodzki Eutymiusz, który zaczynał życie monastyczne właśnie w monasterze w Wiażyszczach i który prowadził na terenie eparchii nowogrodzkiej szeroką działalność budowlaną. Eutymiusz zmarł w 1458 i został pochowany na terenie monasteru; pięć lat później nad jego grobem wzniesiono drugi ołtarz soboru św. Mikołaja poświęcony Eutymiuszowi Wielkiemu, a następnie zastąpiono drewnianą cerkiew św. Antoniego murowanym obiektem sakralnym pod tym samym wezwaniem. W klasztorze działała pracownia przepisywania ksiąg. W tym okresie monaster w Wiażyszczach należał do najbardziej bogatych i wpływowych wspólnot monastycznych w eparchii nowogrodzkiej, posiadał znaczny majątek ziemski; jego znaczenie było porównywalne z monasterami św. Jerzego (Jurjewskim) i św. Antoniego Rzymianina w Nowogrodzie oraz monasterem św. Warłaama Chutyńskiego. 
Monaster został zniszczony w 1580 przez wojska Stefana Batorego, a następnie przez wojska szwedzkie na początku XVII w. Działalność klasztoru zamarła do 1651, gdy wspólnotę restytuował metropolita nowogrodzki Nikon, nadając równocześnie jej przełożonemu stały tytuł archimandryty. W 1685 metropolita nowogrodzki Korneliusz wyświęcił wzniesiony w ciągu poprzednich czterech lat sobór. Trzy lata później rozebrano natomiast cerkiew św. Antoniego, uszkodzoną wskutek pożaru. W latach 1694–1698 zbudowano natomiast cerkiew refektarzową św. Jana Teologa z bocznym ołtarzem Wniebowstąpienia Pańskiego, połączoną poprzez refektarz z soborem św. Mikołaja oraz z pokojami przełożonego klasztoru. Na XVIII w. w monasterze wzniesiono budynek mieszkalny dla mnichów oraz budynek gospodarczy. W 1701 dla obu świątyń klasztornych wykonano nowe ikony do ikonostasów (jeden z nich również wyrzeźbiono od nowa). Podczas sekularyzacji majątków cerkiewnych w 1764 monaster w Wiażyszczach zaliczono do II klasy. Oprócz państwowego wsparcia monaster utrzymywał się z procentów, dobrowolnych datków, sprzedaży świec, prowadzenia młyna. 
W 1920 monaster został zamknięty, a w jego zabudowaniach mieszkalnych i gospodarczych otwarto kolektywne gospodarstwo „Krasnyj Wiażyniec”. Cerkwie monasterskie pozostały czynne do 1929 (cerkiew św. Jana Teologa) i 1931 (sobór). W 1929 w dawnej cerkwi refektarzowej urządzono magazyn i muzeum. Część wyposażenia z obydwu świątyń znalazła się w muzeum. W latach II wojny światowej kompleks monasterski ponownie został uszkodzony. Jego restauracja miała miejsce w 1964.

### Monaster żeński
Monaster został zwrócony Rosyjskiemu Kościołowi Prawosławnemu w 1988, zaś rok później został otwarty ponownie jako żeński. Pierwsze mniszki i posłusznice sprowadzono z czynnego przez cały okres radziecki Piuchtickiego Monasteru Zaśnięcia Matki Bożej. W 1989 wznowiono nabożeństwa w soborze św. Mikołaja, w 1990 ponownie wyświęcony został ołtarz św. Eutymiusza. Część pierwotnego wyposażenia klasztoru nadal przechowywana jest w muzeum w Nowogrodzie Wielkim, natomiast ikona św. Mikołaja ze scenami z żywota znajduje się w soborze Zaśnięcia Matki Bożej na Kremlu moskiewskim.
W 1995 monaster otrzymał status stauropigialnego. Na początku XXI w. przebywało w nim piętnaście mniszek i posłusznic. Relikwie św. Eutymiusza są w nim otaczane szczególną czcią.

## Architektura

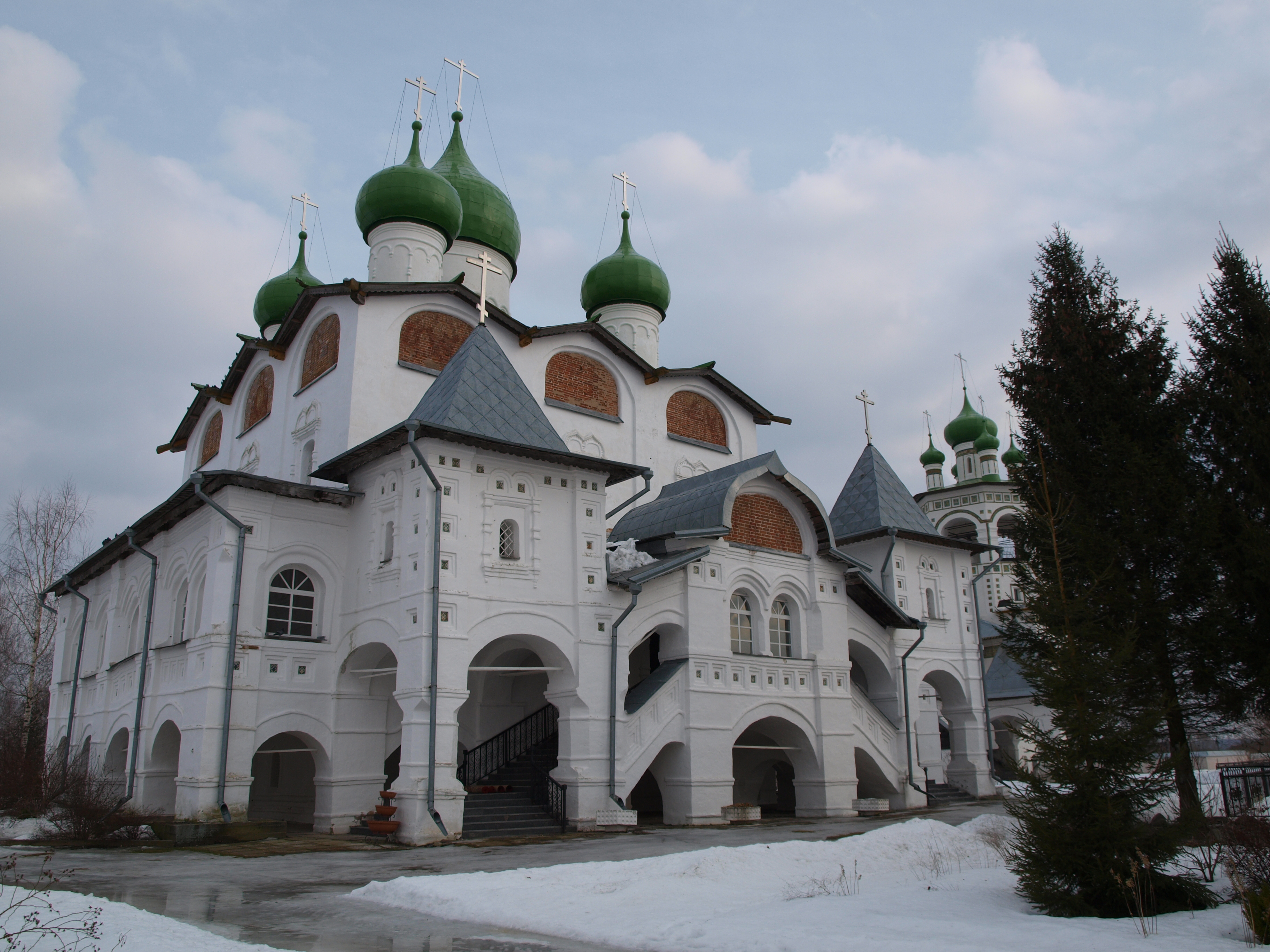
Główny sobór

Główny sobór monasterski pod wezwaniem św. Mikołaja jest świątynią dwupoziomową, z czterema ołtarzami (następnie wzniesiono również piąty pod wezwaniem św. Eutymiusza, gdzie przechowywano relikwie kanonizowanego metropolity nowogrodzkiego), zwieńczoną pięcioma kopułami, otoczoną galeriami. W jego architekturze widoczne jest naśladownictwo prawosławnej architektury sakralnej Powołża. Wejście do obiektu prowadzi przez ganek z dwojgiem drzwi, nad którymi znajdują się dachy namiotowe; ganek położony jest od strony zachodniej. Sobór jest bogato zdobiony obramowaniami okien z motywem podwójnego kokosznika.
Wyjątkowym elementem zdobniczym refektarzowej cerkwi św. Jana Teologa jest wykorzystanie polichromowanych płytek – element ten pojawił się w świątyni w I połowie XVIII w.